# Volta a Cataluña 1980
La Volta a Cataluña de 1980 fue 60.ª edición de la Volta a Cataluña, que se disputó en 7 etapas del 3 al 10 de septiembre de 1980 con un total de 1192,0 km. El vencedor final fue el vasco Marino Lejarreta del equipo Teka por ante Johan van der Velde del TI-Raleigh, y de Vicent Belda del Kelme.
La cuarta y la séptima etapas estabas divididas en dos sectores. Había dos contrarrelojes individuales, una el prólogo de San Carlos de la Rápita y la otra en el primer sector de la séptima la etapa en Vich.
Marino Lejarreta ganaba la "Volta" en su segundo año como profesional gracias a una gran contrarreloj final cuando Johan van der Velde ya se veía campeón.

## Etapas
| Etapa   | Fecha            | Ciudades de etapa                                       | km    | Vencedor de la etapa | Líder de la general |
| ------- | ---------------- | ------------------------------------------------------- | ----- | -------------------- | ------------------- |
| Prólogo | 3 de septiembre  | San Carlos de la Rápita – San Carlos de la Rápita (CRI) | 3,2   | Juan Fernández       | Juan Fernández      |
| 1.ª     | 4 de septiembre  | San Carlos de la Rápita – Lérida                        | 182,7 | Johan van der Velde  | Juan Fernández      |
| 2.ª     | 5 de septiembre  | Lérida – Espluga de Francolí                            | 178,2 | José Luis López      | José Luis López     |
| 3.ª     | 6 de septiembre  | Espluga de Francolí - Mollet del Vallés                 | 174,0 | Marcel Laurens       | José Luis López     |
| 4.ª A   | 7 de septiembre  | Barcelona - Tibidabo                                    | 25,1  | Johan van der Velde  | José Luis López     |
| 4.ª B   | 7 de septiembre  | Mollet del Vallés – Alto del Cortijo Nuevo              | 116,5 | Johan van der Velde  | José Luis López     |
| 5.ª     | 8 de septiembre  | Gerona - Manresa                                        | 190,9 | Johan van der Velde  | Johan van der Velde |
| 6.ª     | 9 de septiembre  | Cardona – Llivia                                        | 176,0 | Juan Fernández       | Johan van der Velde |
| 7.ª     | 10 de septiembre | Vich – Vich (CRI)                                       | 33,8  | Henk Lubberding      | Marino Lejarreta    |
| 7.ª B   | 10 de septiembre | Vich – Hospitalet de Llobregat                          | 111,6 | Jesús Suárez         | Marino Lejarreta    |

### Prólogo[1]
03-09-1980: San Carlos de la Rápita – San Carlos de la Rápita, 3,2 km. (CRI):
|   | Ciclista        | Equipo             | Tiempo |
| - | --------------- | ------------------ | ------ |
| 1 | Juan Fernández  | Zor-Vereco         | 5' 04" |
| 2 | Lucien Van Impe | Marc-IWD-VRD       | m. t.  |
| 3 | Mario Beccia    | Hoonved-Bottecchia | + 05"  |

|   | Ciclista        | Equipo             | Tiempo |
| - | --------------- | ------------------ | ------ |
| 1 | Juan Fernández  | Zor-Vereco         | 5' 04" |
| 2 | Lucien Van Impe | Marc-IWD-VRD       | m. t.  |
| 3 | Mario Beccia    | Hoonved-Bottecchia | + 05"  |

### 1.ª etapa[2]
04-09-1980: San Carlos de la Rápita – Lérida, 182,7:
|   | Ciclista            | Equipo       | Tiempo     |
| - | ------------------- | ------------ | ---------- |
| 1 | Johan van der Velde | TI-Raleigh   | 5h 08' 14" |
| 2 | Antoni Coll         | Colchón CR   | m. t.      |
| 3 | René Bittinger      | Miko-Mercier | m. t.      |

|   | Ciclista        | Equipo             | Tiempo     |
| - | --------------- | ------------------ | ---------- |
| 1 | Juan Fernández  | Zor-Vereco         | 5h 13' 18" |
| 2 | Lucien Van Impe | Marc-IWD-VRD       | m. t.      |
| 3 | Mario Beccia    | Hoonved-Bottecchia | + 05"      |

### 2.ª etapa[3]
05-09-1980: Lérida – Espluga de Francolí, 178,2 km.:
|   | Ciclista            | Equipo     | Tiempo     |
| - | ------------------- | ---------- | ---------- |
| 1 | José Luis López     | Zor-Vereco | 5h 21' 18" |
| 2 | Johan van der Velde | TI-Raleigh | + 2' 42"   |
| 3 | Jesús Suárez Cueva  | Zor-Vereco | m. t.      |

|   | Ciclista        | Equipo       | Tiempo      |
| - | --------------- | ------------ | ----------- |
| 1 | José Luis López | Zor-Vereco   | 10h 34' 55" |
| 2 | Juan Fernández  | Zor-Vereco   | + 2' 24"    |
| 3 | Lucien Van Impe | Marc-IWD-VRD | m. t.       |

### 3.ª etapa[4]
06-09-1980: Espluga de Francolí - Mollet del Vallés, 174,0 km.:
|   | Ciclista          | Equipo             | Tiempo     |
| - | ----------------- | ------------------ | ---------- |
| 1 | Marcel Laurens    | Marc-IWD-VRD       | 4h 34' 15" |
| 2 | Ad Wijnands       | TI-Raleigh         | + 10' 29"  |
| 3 | Sergio Santimaria | Hoonved-Bottecchia | m. t.      |

|   | Ciclista        | Equipo       | Tiempo      |
| - | --------------- | ------------ | ----------- |
| 1 | José Luis López | Zor-Vereco   | 15h 19' 39" |
| 2 | Juan Fernández  | Zor-Vereco   | + 2' 24"    |
| 3 | Lucien Van Impe | Marc-IWD-VRD | m. t.       |

### 4.ª etapa[5]
07-09-1980: Barcelona - Tibidabo, 25,1 km.:
| Resultado de la 4ª etapa \| \| Ciclista \| Equipo \| Tiempo \| \| - \| ------------------- \| ---------- \| ------- \| \| 1 \| Johan van der Velde \| TI-Raleigh \| 37' 18" \| \| 2 \| Marino Lejarreta \| Teka \| + 01" \| \| 3 \| Alberto Fernández \| Teka \| + 06" \| |                     |            |         |
| | Ciclista            | Equipo     | Tiempo  |
| 1 | Johan van der Velde | TI-Raleigh | 37' 18" |
| 2 | Marino Lejarreta    | Teka       | + 01"   |
| 3 | Alberto Fernández   | Teka       | + 06"   |

### 4.ª etapa B
07-09-1980: Mollet del Vallès – Alto del Cortijo Nuevo, 116,5 km.:
|   | Ciclista            | Equipo     | Tiempo     |
| - | ------------------- | ---------- | ---------- |
| 1 | Johan van der Velde | TI-Raleigh | 3h 17' 31" |
| 2 | Marino Lejarreta    | Teka       | + 03"      |
| 3 | Vicente Belda       | Kelme      | + 18"      |

|   | Ciclista            | Equipo     | Tiempo      |
| - | ------------------- | ---------- | ----------- |
| 1 | José Luis López     | Zor-Vereco | 19h 18' 18" |
| 2 | Johan van der Velde | TI-Raleigh | + 50"       |
| 3 | Marino Lejarreta    | Teka       | + 52"       |

### 5.ª etapa[6]
08-09-1980: Gerona - Manresa, 190,1 km. :
|   | Ciclista            | Equipo     | Tiempo     |
| - | ------------------- | ---------- | ---------- |
| 1 | Johan van der Velde | TI-Raleigh | 5h 26' 31" |
| 2 | Antoni Coll         | Colchón CR | m. t.      |
| 3 | Faustino Rupérez    | Zor-Vereco | m. t.      |

|   | Ciclista            | Equipo     | Tiempo      |
| - | ------------------- | ---------- | ----------- |
| 1 | Johan van der Velde | TI-Raleigh | 24h 43' 37" |
| 2 | Marino Lejarreta    | Teka       | + 02"       |
| 3 | Vicente Belda       | Kelme      | + 43"       |

### 6.ª etapa
09-09-1980: Cardona – Llivia, 176,0 km.:
|   | Ciclista            | Equipo     | Tiempo     |
| - | ------------------- | ---------- | ---------- |
| 1 | Juan Fernández      | Zor-Vereco | 5h 31' 59" |
| 2 | Johan van der Velde | TI-Raleigh | m. t.      |
| 3 | Jesús Suárez        | Zor-Vereco | m. t.      |

|   | Ciclista            | Equipo     | Tiempo      |
| - | ------------------- | ---------- | ----------- |
| 1 | Johan van der Velde | TI-Raleigh | 30h 15' 36" |
| 2 | Marino Lejarreta    | Teka       | + 02"       |
| 3 | Vicente Belda       | Kelme      | + 43"       |

### 7.ª etapa[7]
10-09-1980: Vic – Vich, 33,8 km. (CRI):
| Resultado de la 7ª etapa A \| \| Ciclista \| Equipo \| Tiempo \| \| - \| ------------------- \| ---------- \| ------- \| \| 1 \| Henk Lubberding \| TI-Raleigh \| 48' 15" \| \| 2 \| Marino Lejarreta \| Teka \| + 09" \| \| 3 \| Johan van der Velde \| TI-Raleigh \| + 45" \| |                     |            |         |
| | Ciclista            | Equipo     | Tiempo  |
| 1 | Henk Lubberding     | TI-Raleigh | 48' 15" |
| 2 | Marino Lejarreta    | Teka       | + 09"   |
| 3 | Johan van der Velde | TI-Raleigh | + 45"   |

### 7.ª etapa B
10-09-1981: Vich – Hospitalet de Llobregat, 111,6 km.:
|   | Ciclista     | Equipo       | Tiempo     |
| - | ------------ | ------------ | ---------- |
| 1 | Jesús Suárez | Zor-Vereco   | 2h 38' 47" |
| 2 | Jesús Guzmán | Kelme        | m. t.      |
| 3 | Kim Andersen | Miko-Mercier | m. t.      |

|   | Ciclista            | Equipo     | Tiempo      |
| - | ------------------- | ---------- | ----------- |
| 1 | Marino Lejarreta    | Teka       | 33h 43' 02" |
| 2 | Johan van der Velde | TI-Raleigh | + 34"       |
| 3 | Vicente Belda       | Kelme      | + 2' 18"    |

## Clasificación General
|    | Ciclista            | Equipo       | Tiempo      |
| -- | ------------------- | ------------ | ----------- |
|    | Marino Lejarreta    | Teka         | 33h 43' 02" |
| 2  | Johan van der Velde | TI-Raleigh   | + 34"       |
| 3  | Vicente Belda       | Kelme        | + 2' 18"    |
| 4  | Faustino Rupérez    | Zor-Vereco   | + 2' 44"    |
| 5  | Antoni Coll         | Colchón CR   | + 2' 53"    |
| 6  | Sven-Åke Nilsson    | Miko-Mercier | + 3' 39"    |
| 7  | Ismael Lejarreta    | Teka         | + 3' 42"    |
| 8  | Alberto Fernández   | Teka         | + 3' 58"    |
| 9  | José Luis Viejo     | Teka         | + 4' 17"    |
| 10 | Juan Fernández      | Kelme        | + 5' 32"    |

## Clasificaciones secundarias
|   | Ciclista            | Equipo     | Puntos    |
| - | ------------------- | ---------- | --------- |
| 1 | Marino Lejarreta    | Teka       | 68 puntos |
| 2 | Johan van der Velde | TI-Raleigh | 42 puntos |
| 3 | Vicente Belda       | Kelme      | 30 puntos |

|   | Ciclista           | Equipo                 | Puntos    |
| - | ------------------ | ---------------------- | --------- |
| 1 | José Luis Blanco   | Henninger-Aquila Rubia | 39 puntos |
| 2 | Juan Carlos Alonso | Henninger-Aquila Rubia | 24 puntos |
| 3 | Ismael Lejarreta   | Teka                   | 7 puntos  |

|   | Ciclista            | Equipo     | Puntos    |
| - | ------------------- | ---------- | --------- |
| 1 | Johan van der Velde | TI-Raleigh | 74 puntos |
| 2 | Antoni Coll         | Colchón CR | 51 puntos |
| 3 | Juan Fernández      | Kelme      | 44 puntos |

|   | Equipo     | Nacionalidad | Tiempo       |
| - | ---------- | ------------ | ------------ |
| 1 | Teka       | España       | 101h 15' 15" |
| 2 | Kelme      | España       | + 5' 22"     |
| 3 | Zor-Vereco | España       | + 14' 22"    |